# Johan Engstrand (1773-1854)
Johan Engstrand född 6 oktober 1753 i Fryele församling, Jönköpings län död 26 juni 1854 i Lenhovda församling, Kronobergs län, var en svensk präst.

## Biografi
Johan Engstrand föddes 1773 på Lilla Enga i Fryele församling. Han var son till klockaren Fredrik Nilsson och Stina Håkansdotter. Engstrand blev 1794 student vid Åbo akademi och disputerade 1796 och 1798. Han promoverades till filosofie magister 1798 och prästvigdes 9 december samma år. År 1806 blev han kollega vid Växjö trivialskola och avlade pastoralexamen 1812. Engstrand blev 1813 konrektor vid Växjö trivialskola och 1814 kyrkoherde i Myresjö församling med tillträde 1816. Han blev 1825 prost och 1835 kyrkoherde i Lenhovda församling med tillträde 1836. År 1850 blev han jubelmagister. Engstrand avled 1854 i Lenhovda församling.
Engstrand förvarade det berömda vislandahornet, som senare skänktes till Smålands museum i Växjö.

### Familj
Engstrand gifte sig med sin kusin Sophia Gustafva Engstrand (1786–1847), vilken var dotter till kyrkoherden Johan Engstrand och Margareta Christina Wieselgren i Lenhovda församling. De fick tillsammans barnen Christina Sophia Engstrand (född 1815) som var gift med kyrkoherden Peter Linnér i Algutsboda församling, Johan Fredrik Engstrand (1817–1817), Amalia Johanna Engstrand (född 1822) som var gift med kyrkoherden Oscar Napoleon Montelin i Barkeryds församling och komministern Johan Gustaf Engstrand (1826–1871) i Torpa församling.